# Paul Silex
Paul Silex (ur. 20 marca 1858 w Gorgast, zm. 20 stycznia 1929 w Berlinie) – niemiecki lekarz okulista, profesor okulistyki na Uniwersytecie Fryderyka Wilhelma w Berlinie, tajny radca medyczny.
Urodził się w Gorgast w Brandenburgii. Studiował medycynę na Uniwersytecie w Halle, Berlinie i we Wrocławiu. Tytuł doktora medycyny otrzymał w 1883 roku we Wrocławiu. Następnie był asystentem w klinice okulistycznej w Strassburgu u Laqueura. Od 1884 roku w Berlinie, specjalizował się pod kierunkiem Schweiggera. W 1890 roku został Privatdozentem, od 1897 profesorem nadzwyczajnym okulistyki na Uniwersytecie Fryderyka Wilhelma w Berlinie. W 1898 założył poliklinikę przy St. Maria Viktoria-Krankenhaus.
Z jego nazwiskiem związany jest tzw. objaw Silexa występujący w kile wrodzonej, polegający na obecności promienistych zmarszczek wokół ust. Był autorem wielokrotnie wznawianego podręcznika okulistyki, przetłumaczonego na język japoński i włoski. Zajmował się opieką nad oślepionymi podczas działań wojennych żołnierzami.

## Wybrane prace
- Ueber Chorea adulforum und Tremor (1883)
- Compendium der Augenheilkunde. Berlin: S. Karger, 1899